# Araksavan
Araksavan (in armeno Արաքսավան?, fino al 1978 Sabunchi) è un comune dell'Armenia di 828 abitanti (2009) della provincia di Ararat.